# 12655 Benferinga
12655 Benferinga este o planetă minoră (asteroid), cu un diametru de 9,965 km, din centura de asteroizi. A fost descoperită pe 16 octombrie 1977 la Observatorul Palomar de Cornelis Johannes van Houten și a fost numită după Ben Feringa. 
Obiectul prezintă o orbită caracterizată de o semiaxă mare de 3,0403245 UAi, o excentricitate de 0,1, o înclinație de 11,71704 ° în raport cu ecliptica.